# Gudea
(Cilindro A - Gudea)
Gudea (fl. XXII secolo a.C.) è stato un sovrano sumero, ensi ("re") della città di Lagash, nella Mesopotamia meridionale.
Regnò dal 2144 al 2124 a.C. circa. Molto probabilmente non era originario della città, ma avendo sposato Ninalla, figlia del governatore Ur-Baba (2164-2144 a.C.) di Lagash, entrò a far parte della seconda dinastia di Lagaš. Sul trono gli succedette il figlio Ur-Ninghirsu.
Gudea regnò nel periodo in cui il centro di Sumer era dominato dalla dinastia dei Gutei, e quando il šakkanakku Ištup-Ilum governava la città di Mari. Sotto Gudea, la città di Lagaš visse un secondo breve periodo d'oro, conquistandosi un alto livello di indipendenza dai Gutei.
Gudea ha svolto un ruolo politico legato alla sua provincia, di cui faceva parte anche l'antico importante centro religioso di Girsu.
Le sue attività militari, scontri con la federazione elamica, sono solo parzialmente documentate. Numerose sono invece le iscrizioni che celebrano la costruzione del tempio del dio Ningirsu.

## Iscrizioni

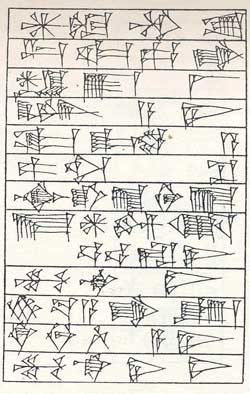
Esempio di iscrizione dedicatoria di Gudea al dio Enlil

Molte iscrizioni ricordano i templi costruiti da Gudea nelle città di Ur, Nippur, Uruk e Bad-Tibira. Questo indica la crescente influenza di Gudea in Sumer. Il suo predecessore, Ur-Baba, aveva già proclamato sua figlia Enanepada alta sacerdotessa della dea Nanna a Ur.

## Titolo
Gudea scelse il titolo di ensi (re cittadino o governatore) e non quello di lugal (accadico sharrum). Gudea sostenne di aver conquistato Elam e Anshan, ma le sue iscrizioni enfatizzano la costruzione di canali d'irrigazione e templi e la realizzazione di preziosi doni per gli dèi. I materiali utilizzati provenivano dal Libano, dall'Arabia, da Canaan, dall'Egitto, dall'Oman e dal Bahrain.
Col declino dell'impero accadico, Lagaš riconquistò la sua indipendenza con Puzer-Mama, che si proclamò lugal, o re, di Lagash. In seguito, almeno fino alla fine del periodo guteo, questo titolo non sarebbe più stato utilizzato. I sovrani di Lagaš, compresi Ur-Ningirsu e Ur-Bau, si definirono ensi, o governatori, di Lagaš, nel solco della tradizione sumerica protodinastica ed in contrapposizione con l'usanza accadica, riservando il titolo di lugal solo agli dei.

## Statue di Gudea
Ventisette statue di Gudea sono state trovate nel corso di scavi ad Adad-nadin-ahhe e Telloh con molti altri reperti provenienti dai commerci. All'inizio furono utilizzati il calcare, la steatite e l'alabastro, mentre in seguito, come conseguenza della creazione di rapporti commerciali, fu usata la più esotica e costosa diorite (che era già stata utilizzata dagli antichi re sumeri (vedi statua di Entemena). Queste statue recavano iscrizioni che descrivevano i commerci, il regno e la religione.
Numerose sono le statuette in diorite con le sue fattezze che sono state ritrovate: esse raffigurano il principe in piedi oppure seduto. Tra queste spicca il Gudea seduto del Louvre, tra le meglio conservate. Alcune di queste statue sono dedicate al dio Ningirsu. Le proporzioni delle diverse parti sono antinaturalistiche: il collo sembra quasi assente e la testa è troppo grande per un corpo molto piccolo. Questo perché corrisponde alla tradizione scultorea di questa civiltà, attenta a una resa volumetrica compatta delle figure.

## Religione
Le invocazioni alle divinità furono molto creative e oneste al tempo di Gudea, che prestò attenzione soprattutto al dio della guerra Ningirsu, in considerazione e a dimostrazione del fatto che la situazione della Mesopotamia meridionale era molto violenta dopo la fine del potere accadico.

## Riforme
Le riforme sociali di Gudea, tra cui la cancellazione dei debiti la concessione alle donne del permesso di detenere le terre di famiglia, potrebbero essere state davvero nuove, oppure, secondo alcuni, potrebbero in realtà essere state un ritorno alla tradizione sumera. Sebbene Gudea diede molta attenzione al dio della guerra Ningirsu, il suo regno fu pacifico ed egli fu un restauratore della tradizione.
Dopo di lui, Lagash entrò in crisi e declinò, aprendo la strada alla terza dinastia di Ur, che conquistò il potere nella Mesopotamia meridionale.